# (58681) 1998 AJ7
(58681) 1998 AJ7 là một tiểu hành tinh vành đai chính. Nó được phát hiện qua chương trình tiểu hành tinh Beijing Schmidt CCD ở trạm Xinglong ở tỉnh Hồ Bắc, Trung Quốc ngày 5 tháng 1 năm 1998.